# Christer Thordson
Christer Thordson, född 1958 i Älvestad, Sverige, är en svensk jurist och
rådgivare. Han tog juristexamen vid Uppsala universitet och amerikansk examen i internationell politik vid Johns Hopkins University.
Thordson var chefsjurist för Ikea-koncernen 2000-2012 samt medlem av högsta ledningen i Ikea-koncernens nederländska moderbolag Ingka Holding. Han undervisar i juridiska ämnen vid Universitetet i Leiden i Nederländerna och är styrelseledamot för Lund University Centre for Entrepreneurship. Han är grundare och VD för Legal Edge Advisors.